# Grästorp
Grästorp är en tätort och centralort i Grästorps kommun i Västergötland.

## Historia

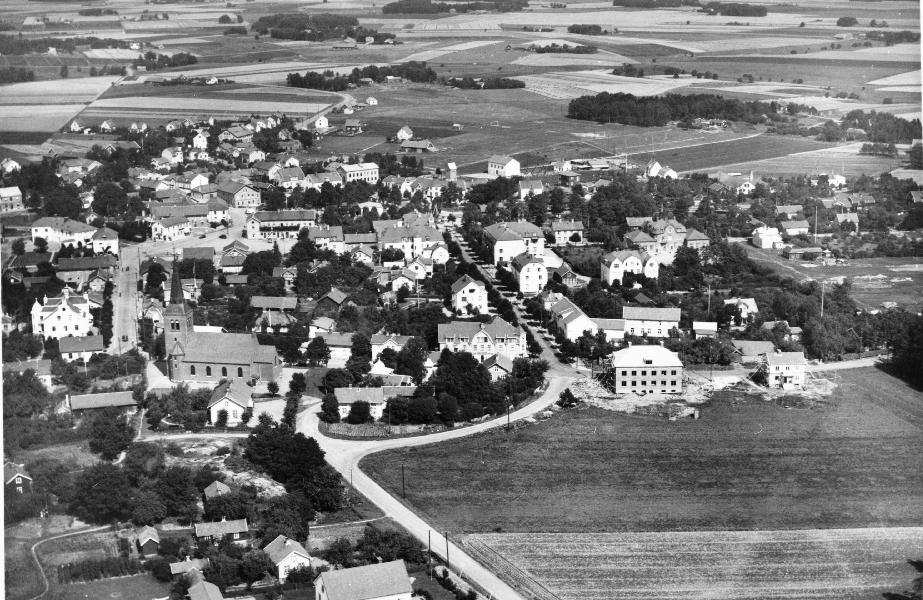
Äldre flygfoto

Grästorp var mellan 1812 och 1896 tingsplats för Åse och Viste härader. 1867 fick platsen en järnvägsstation, då Uddevalla-Vänersborg-Herrljunga Järnväg öppnades. Runt stationen växte sedan ett samhälle med handlare och hantverkare fram.
Ortnamnet, Grettistorp 1489, är som vanligtvis ortnamn på -torp bildat till ett personnamn. Här är det bildat till ett namn som motsvarar det ganska vanliga namnet Grettir i fornvästnordiska handskrifter.

### Administrativa tillhörigheter
Grästorp var och är en ort i Tengene socken. Efter kommunreformen 1862 kom orten att ligga i Tengene landskommun. År 1900 bildades Grästorps köping genom en utbrytning ur landskommunen. Denna uppgick sedan 1952 i Grästorps landskommun som 1971 ombildades till Grästorps kommun med Grästorp som centralort.
Grästorp har tillhört och tillhör ännu Tengene församling med en mindre del i Flo församling.. 
Orten har ingått i samma tingslag domsagor och tingsrätter som Tengene socken.

### Befolkningsutveckling
| Befolkningsutvecklingen i Grästorp 1960–2020 | Befolkningsutvecklingen i Grästorp 1960–2020 | Befolkningsutvecklingen i Grästorp 1960–2020 | Befolkningsutvecklingen i Grästorp 1960–2020 | Befolkningsutvecklingen i Grästorp 1960–2020 |
| -------------------------------------------- | -------------------------------------------- | -------------------------------------------- | -------------------------------------------- | -------------------------------------------- |
|                                              |                                              |                                              |                                              |                                              |
| År                                           |                                              |                                              | Folkmängd                                    | Areal (ha)                                   |
| 1960                                         | 1960                                         |                                              | 1 362                                        |                                              |
| 1965                                         | 1965                                         |                                              | 1 558                                        |                                              |
| 1970                                         | 1970                                         |                                              | 1 601                                        |                                              |
| 1975                                         | 1975                                         |                                              | 1 897                                        |                                              |
| 1980                                         | 1980                                         |                                              | 2 409                                        |                                              |
| 1990                                         | 1990                                         |                                              | 3 067                                        | 205                                          |
| 1995                                         | 1995                                         |                                              | 3 122                                        | 216                                          |
| 2000                                         | 2000                                         |                                              | 3 002                                        | 216                                          |
| 2005                                         | 2005                                         |                                              | 2 917                                        | 219                                          |
| 2010                                         | 2010                                         |                                              | 2 969                                        | 225                                          |
| 2015                                         | 2015                                         |                                              | 2 946                                        | 246                                          |
| 2020                                         | 2020                                         |                                              | 3 084                                        | 266                                          |
|                                              |                                              |                                              |                                              |                                              |

## Näringsliv

### Bankväsende

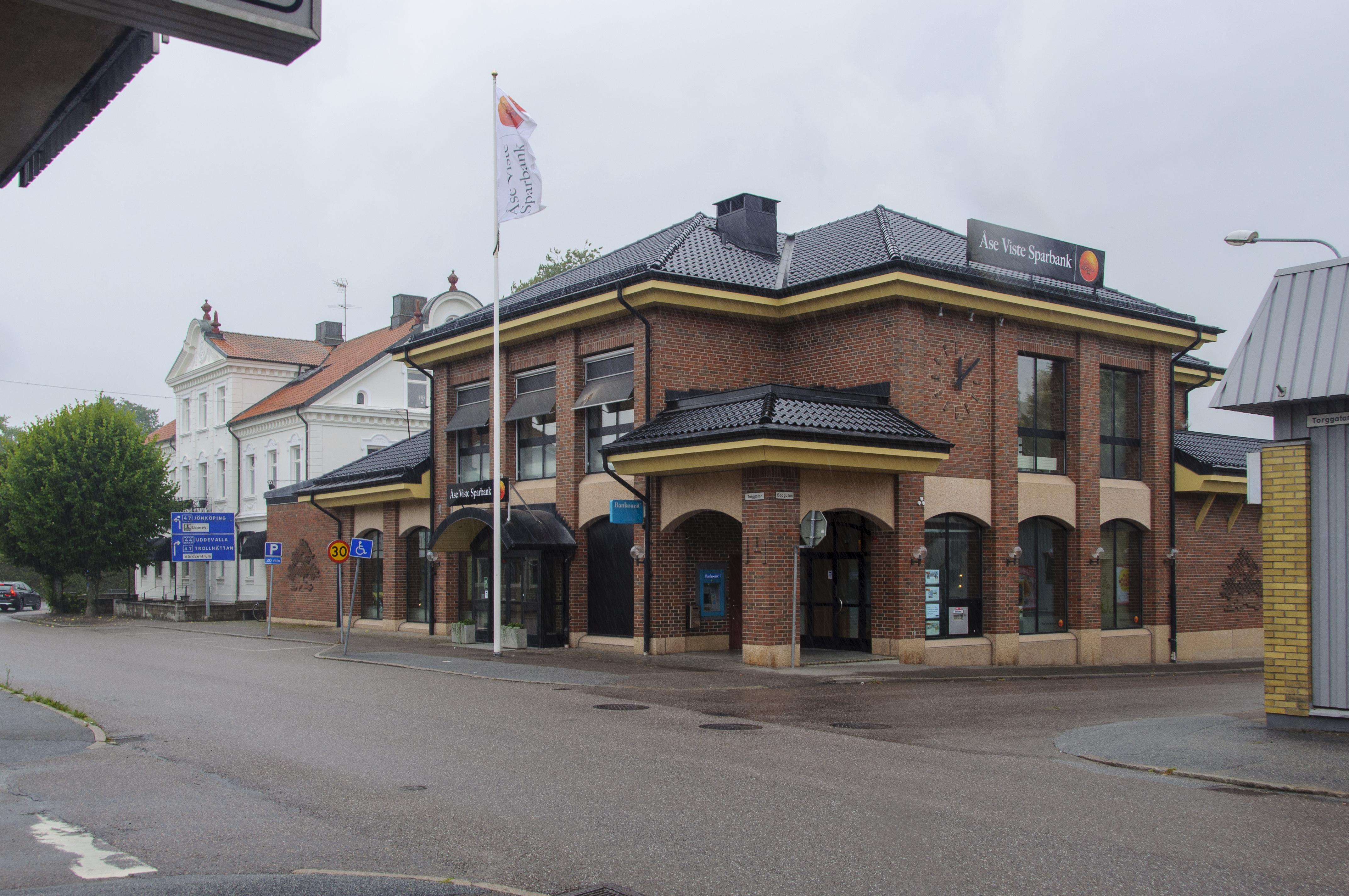
Åse och Viste härads sparbank

Åse och Viste härads sparbank grundades 1876 och är alltjämt en fristående sparbank.
I augusti 1872 öppnade Borås enskilda bank ett kontor i Grästorp. Från 1890-talet hade istället Skaraborgs läns enskilda bank ett kontor i Grästorp. Skaraborgsbanken hade länge ett kontor i Grästorp, men det drogs sedermera in av dess efterföljare.

## Utbildning
Nya Centralskolan är en grundskola belägen i Grästorp. Skolan uppfördes som Centralskolan under 1960-talet av byggnadsfirman Kulin & Mellqvist från Essunga. Skolan byggdes delvis om under 2014 och bytte därefter namn till Nya Centralskolan.

## Bilder

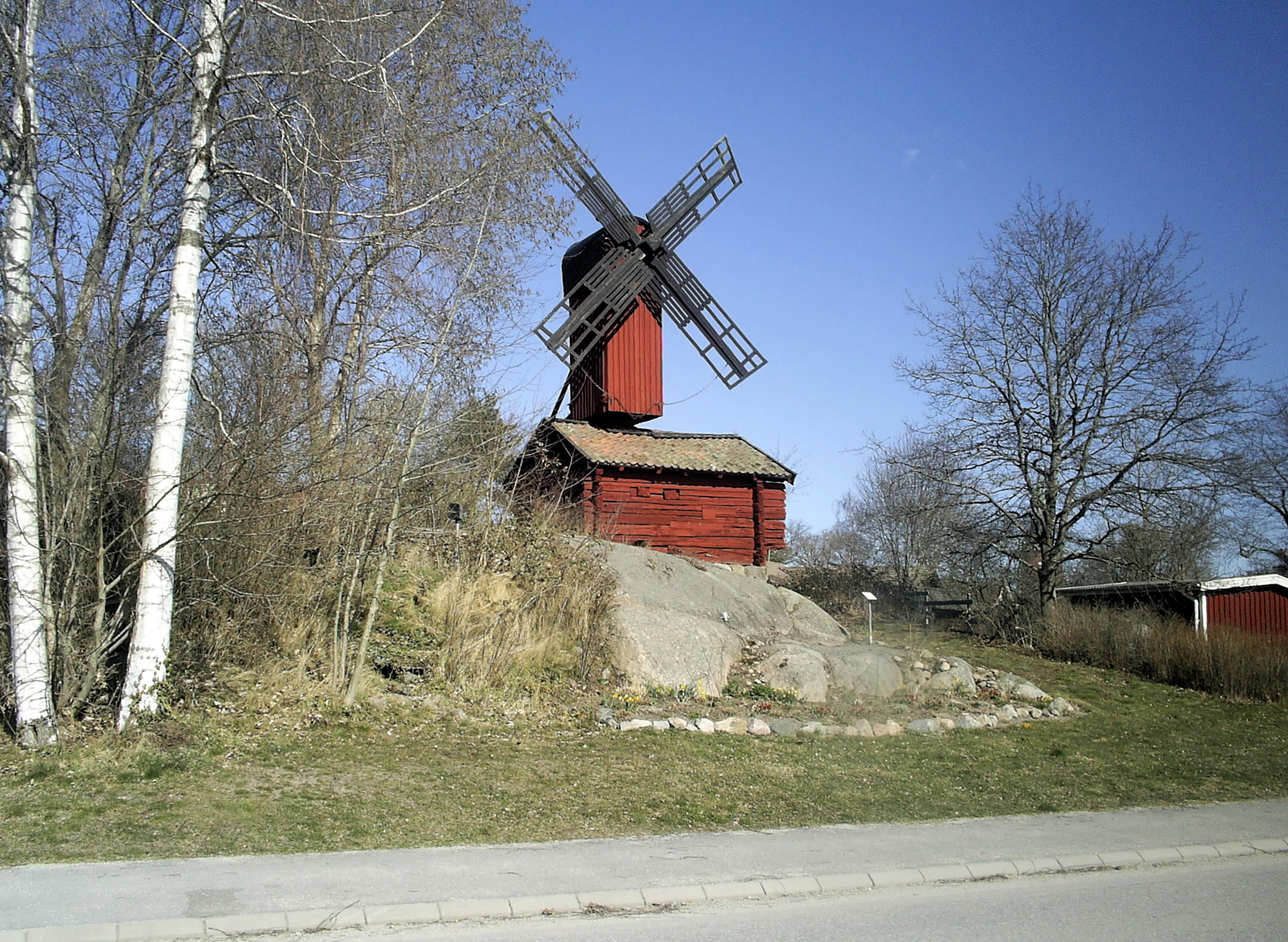
Kvarnen i Grästorp.
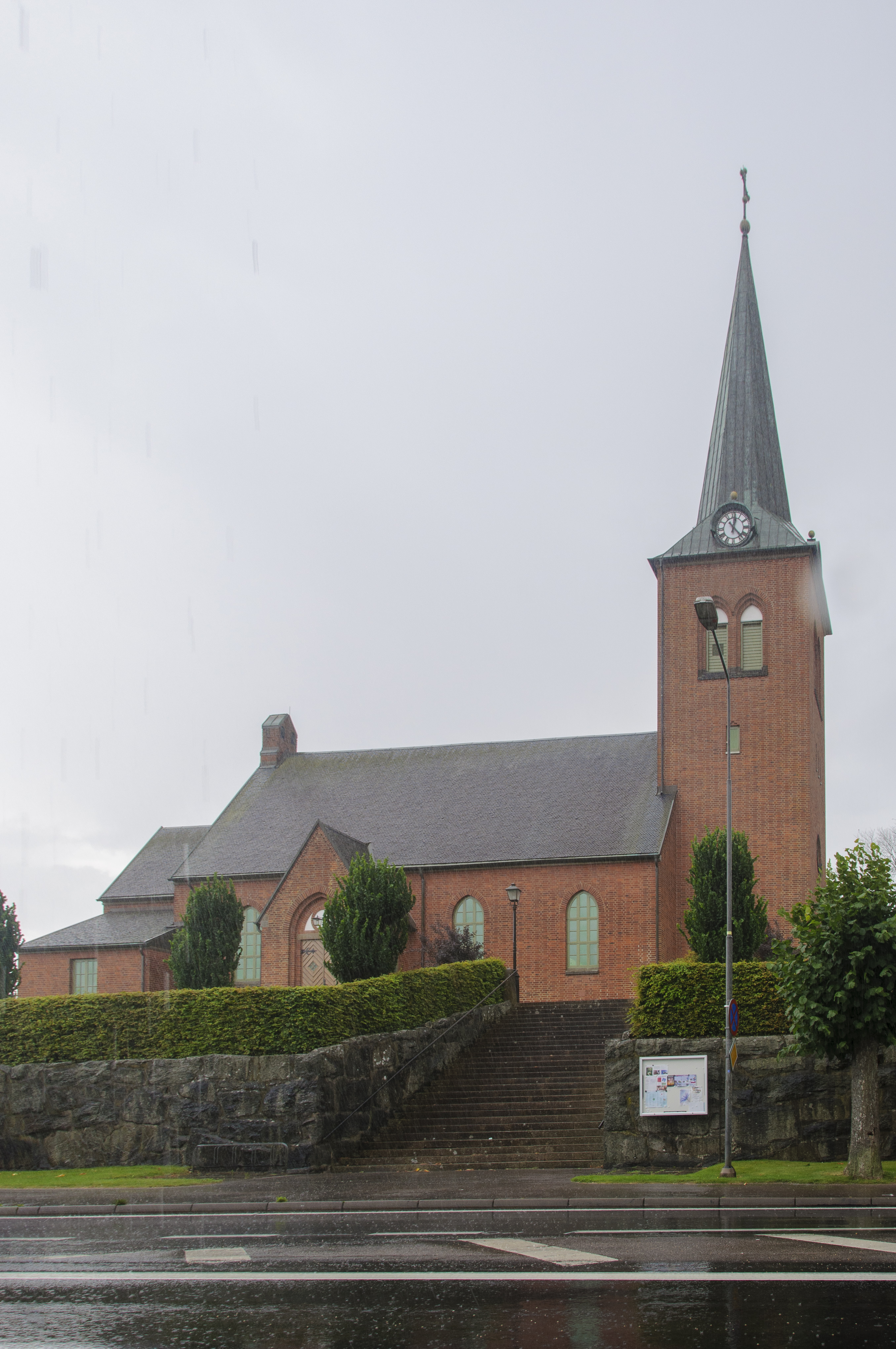
Grästorps kyrka
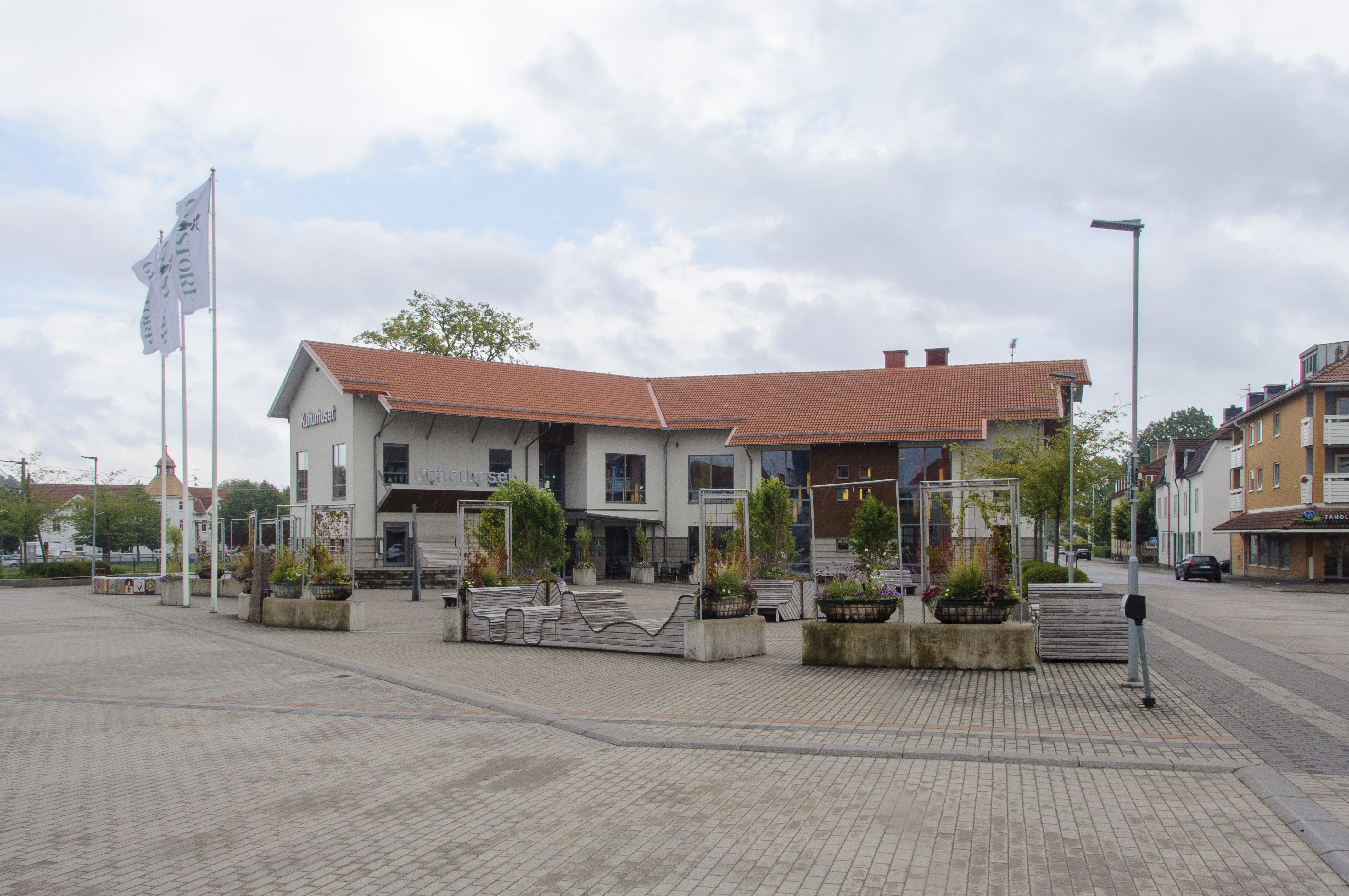
Kulturhuset
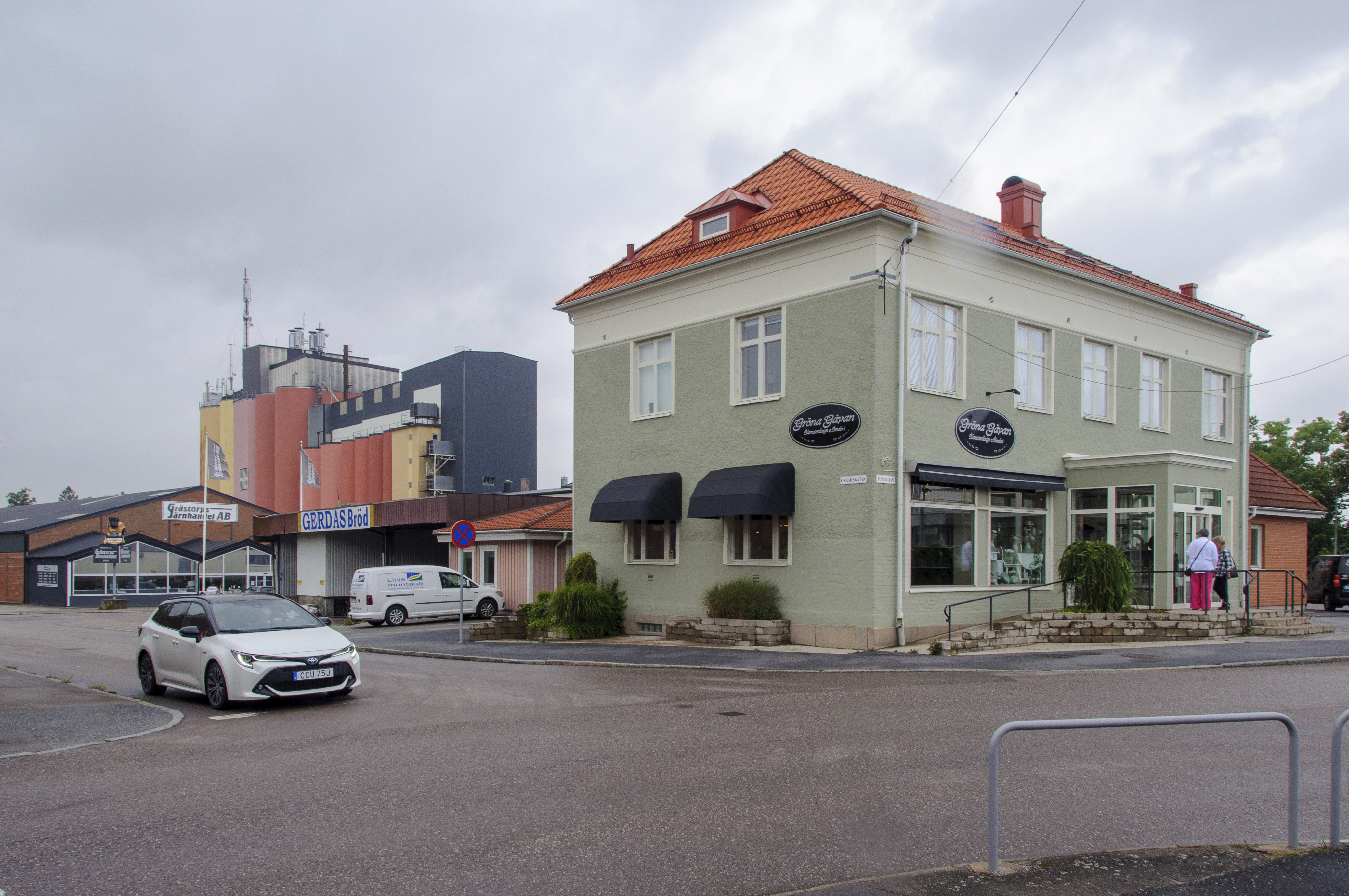
Oskargatan med spannmålssilor
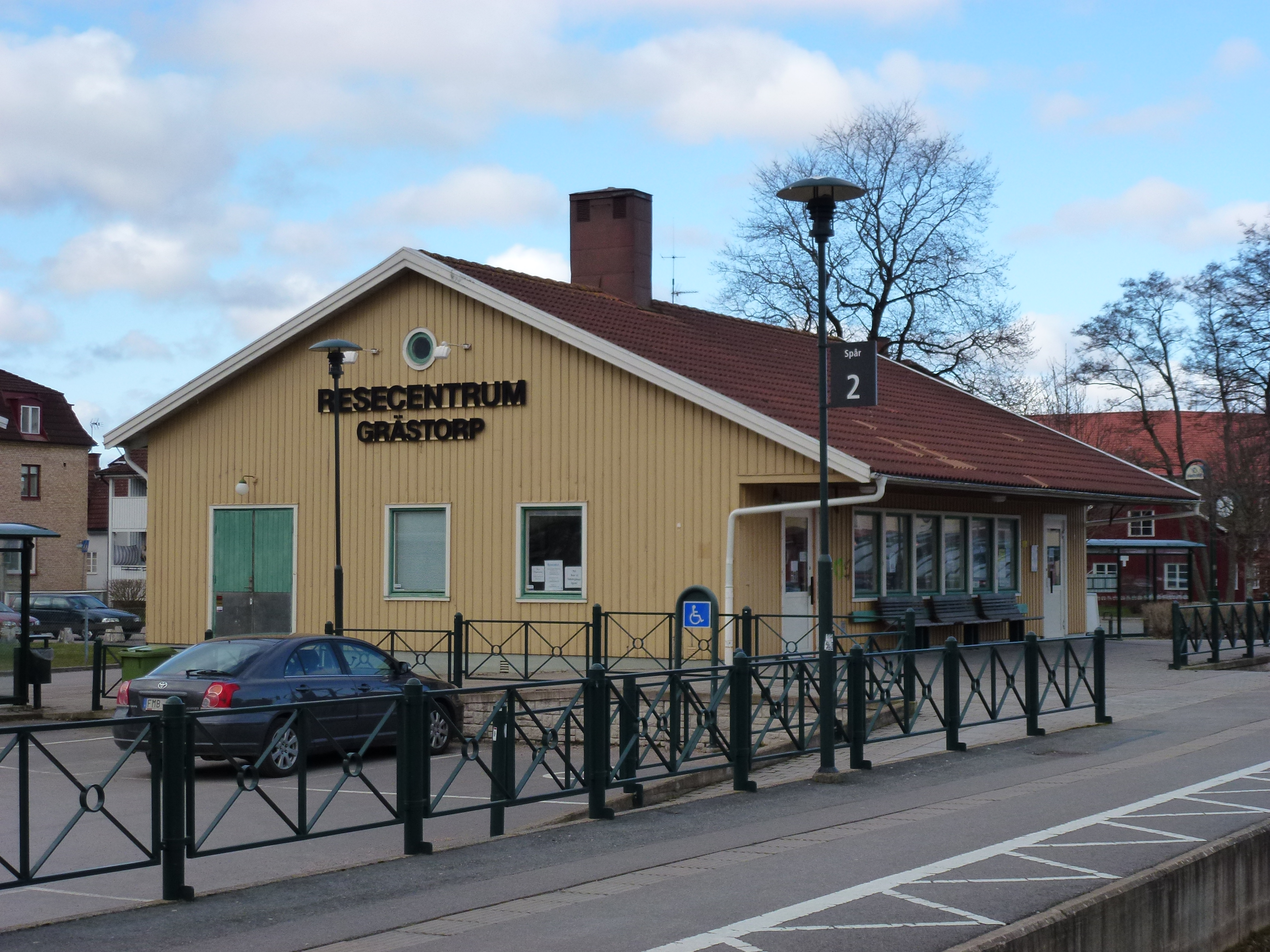
Grästorps station